# Division I i ishockey 1955/1956
Division I i ishockey 1955/1956 var den tolfte säsongen med division I som högsta serien inom ishockey i Sverige. Serien bestod av tolv lag indelade i två grupper som spelades som dubbelserier om tio omgångar vardera. Nytt för säsongen var att de två främsta lagen i varje grupp gick vidare till en finalserie för att göra upp om titeln svensk mästare. Hösten 1955 fick Sverige sin tredje och fjärde konstfrusna hockeyrink. Det var dels Månskensrinken i Södertälje som invigdes 16 oktober, dels Johanneshovs isstadion med plats för 17 000 åskådare som invigdes 4 november.
I gruppspelet vann Leksand och Djurgården sina respektive serier och fick Hammarby och Södertälje med sig till mästerskapsserien. Det första västerbottniska laget i högsta serien, Skellefteå, gjorde en bra säsong med en tredjeplacering och höll sig kvar i serien. Till nästa säsong planerades en utökning av serien till sexton lag vilket innebar att endast två lag flyttades ner denna säsong, en från varje grupp.

## Division I Norra
| Nr | Lag            | S  | V | O | F | GM | IM | MS  | P  |
| -- | -------------- | -- | - | - | - | -- | -- | --- | -- |
| 1  | Leksands IF    | 10 | 8 | 0 | 2 | 51 | 31 | +20 | 16 |
| 2  | Hammarby IF    | 10 | 5 | 2 | 3 | 32 | 28 | +4  | 12 |
| 3  | Skellefteå AIK | 10 | 3 | 4 | 3 | 32 | 28 | +4  | 10 |
| 4  | Gävle GIK      | 10 | 3 | 4 | 3 | 29 | 25 | +4  | 10 |
| 5  | IK Göta        | 10 | 3 | 3 | 4 | 31 | 30 | +1  | 9  |
| 6  | Surahammars IF | 10 | 1 | 1 | 8 | 22 | 55 | −33 | 3  |

## Division I Södra
| Nr | Lag                  | S  | V | O | F  | GM | IM | MS  | P  |
| -- | -------------------- | -- | - | - | -- | -- | -- | --- | -- |
| 1  | Djurgårdens IF       | 10 | 9 | 0 | 1  | 65 | 14 | +51 | 18 |
| 2  | Södertälje SK        | 10 | 8 | 1 | 1  | 51 | 23 | +28 | 17 |
| 3  | Grums IK             | 10 | 6 | 1 | 3  | 53 | 33 | +20 | 13 |
| 4  | IFK Bofors           | 10 | 3 | 0 | 7  | 40 | 39 | +1  | 6  |
| 5  | UoIF Matteuspojkarna | 10 | 3 | 0 | 7  | 21 | 45 | −24 | 6  |
| 6  | IFK Norrköping       | 10 | 0 | 0 | 10 | 14 | 90 | −76 | 0  |

## Svenska mästerskapsserien
Mästerskapsserien blev en stor succé och sågs totalt av 67 669 åskådare. I den avgörande matchen mellan Södertälje och Djurgården den 2 mars 1956 på Johannehovs nybyggda isstadion slogs nytt svenskt publikrekord med 15 661 åskådare. Södertälje SK vann serien och SM-guldet utan poängförlust.
| Nr | Lag            | S | V | O | F | GM | IM | MS  | P  |
| -- | -------------- | - | - | - | - | -- | -- | --- | -- |
| 1  | Södertälje SK  | 6 | 6 | 0 | 0 | 28 | 14 | +14 | 12 |
| 2  | Djurgårdens IF | 6 | 4 | 0 | 2 | 25 | 18 | +7  | 8  |
| 3  | Leksands IF    | 6 | 2 | 0 | 4 | 26 | 27 | −1  | 4  |
| 4  | Hammarby IF    | 6 | 0 | 0 | 6 | 12 | 32 | −20 | 0  |